# Carlos Miguel
Carlos Miguel da Silva Júnior, detto Carlos Miguel (Bento Gonçalves, 12 giugno 1972), è un ex calciatore brasiliano, di ruolo centrocampista.

## Caratteristiche tecniche
Giocava come centrocampista offensivo. Si mise in evidenza per la sua tecnica e il suo stile di gioco.

## Carriera

### Club
Iniziò la carriera nel Grêmio nel 1992, e iniziò ad avere visibilità grazie al tecnico Luiz Felipe Scolari, arrivato al club nel 1993. Con varie vittorie nel corso del suo periodo al Tricolor Gaúcho, tra cui la Coppa Libertadores 1995 e la Recopa Sudamericana 1996, si guadagnò il trasferimento in Europa nel 1997, quando passò ai portoghesi dello Sporting di Lisbona, ma dopo solo cinque presenze tornò in patria, al San Paolo.
Con la maglia del club paulista vinse il campionato statale nel 1998, affiancato da giocatori come Rogério Ceni, França, Denílson e Raí, segnando anche una delle reti della finale vinta contro il Corinthians, terminata 3-1. Nel 2000 vinse di nuovo il Paulistão, stavolta contro il Santos, e arrivò in finale di Copa do Brasil, perdendo contro il Cruzeiro.
Dopo la vittoria del Torneio Rio-São Paulo 2001, firmò per l'Internacional di Porto Alegre. Con i rivali del Grêmio, giocò nel 2002, per poi tornare alla squadra che lo aveva lanciato, restandovi dal 2003 al 2004, e si ritirò con la maglia del Corinthians Alagoano nel 2007.

### Nazionale
Ha giocato 5 partite per il Brasile, venendo incluso tra i convocati per la Confederations Cup 2001. Durante la competizione Carlos Miguel segnò la seconda rete della vittoria contro il Camerun, dopo che Washington aveva portato in vantaggio la seleção.

## Palmarès

### Competizioni statali
- Campionato Gaúcho: 4

Grêmio: 1993, 1995, 1996
Internacional: 2002
- Campionato paulista: 2

San Paolo: 1998, 2000

### Competizioni interstatali
- Torneo Rio-San Paolo: 1

San Paolo: 2001

### Competizioni nazionali
- Coppa del Brasile: 2

Grêmio: 1994, 1997
- Campionato brasiliano: 1

Grêmio: 1996

### Competizioni internazionali
- Coppa Libertadores: 1

Grêmio: 1995
- Recopa Sudamericana: 1

Grêmio: 1996